# Burgus Bač-Bács

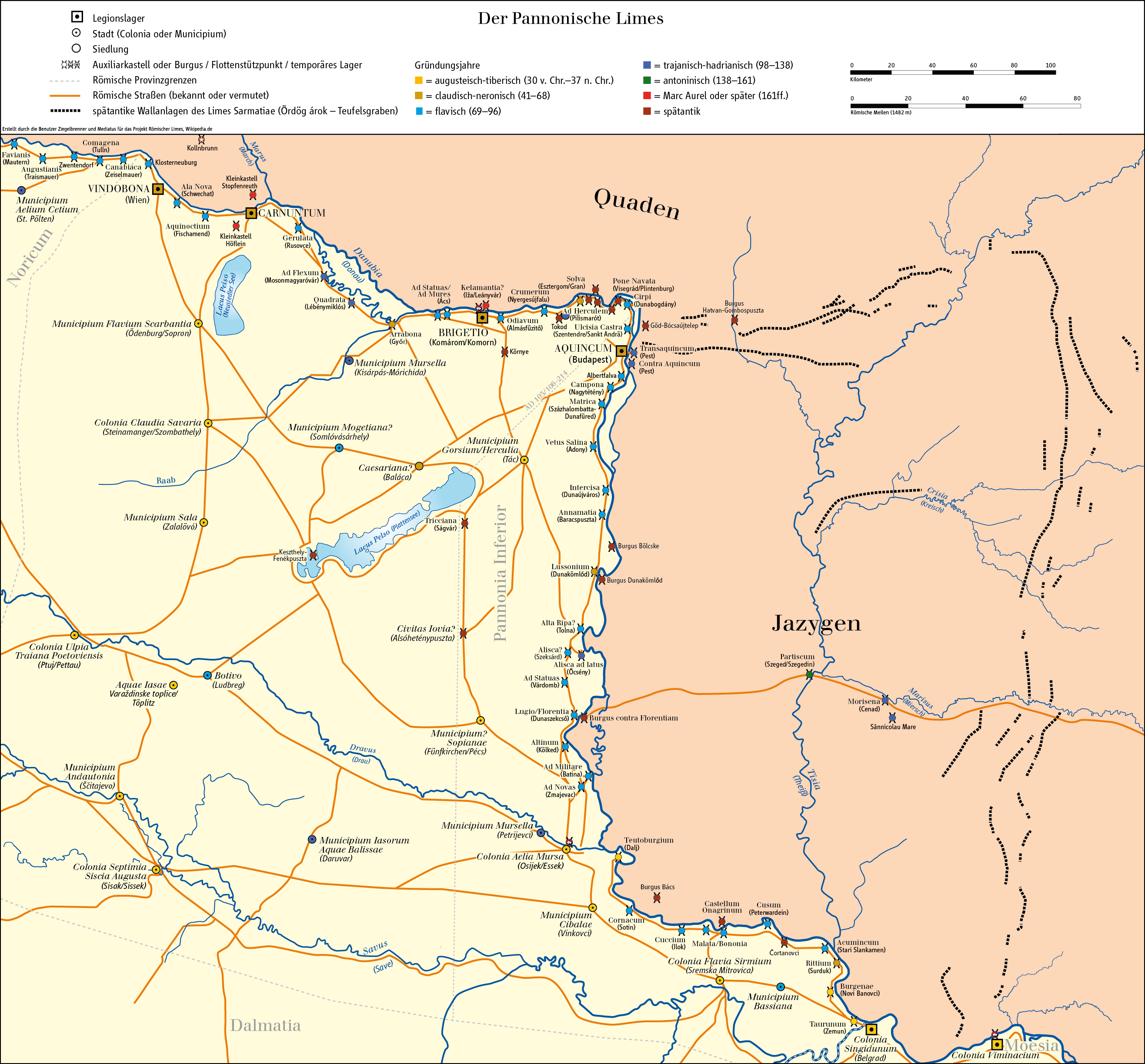
Die Lage des Burgus am niederpannonischen Limes.

Der Burgus Bač-Bács (auch Burgus Bács-Szentantal genannt) war ein spätantiker römischer Ländeburgus, dessen Besatzung einen Flussübergang an der von Norden in die Donau fließende Mosztonga sicherte. Seine Überreste befinden sich auf den südlichen Gemarkungen der zur Batschka gehörenden Kleinstadt Bač (ung. Bács) in der serbischen Provinz Wojwodina. Die Anlage wurde ungewöhnlich tief im sarmatischen Barbaricum errichtet und gehörte zum System des Limes Pannonicus (pannonischen Limes).

## Lage
Der kleine, vorgeschobene Außenposten wurde aus heutiger Perspektive ungewöhnlich weit im Barbaricum errichtet und ist damit am pannonischen Limes – neben der in Nordungarn ergrabenen valentinianischen Großfestung Göd-Bócsaújtelep und den in ihrer Interpretation teilweise umstrittenen Befunden von Hatvan-Gombospuszta – ein Unikum. Die jahrtausendelang von der Donau geprägte Flusslandschaft, in deren Einflussbereich die brückenkopfartige Befestigung errichtet wurde, weist keine höheren Landmarken aus. Der Burgus befand sich in einem abgerundeten Winkel zu der von Norden nach Südosten abfließenden Donau. Im Geländerelief zeichnet sich das durch fluviatile Erosionen und Akkumulationen gebildete Auenrelief noch deutlich ab. So können die weit ins Land reichenden Altarme der Donau auch nach den umfassenden neuzeitlichen Kanalisierungsbemühungen und Trockenlegungen für die landwirtschaftliche Nutzung als eingetiefte Gerinnebetten wahrgenommen werden. Vielfach zeichnen auch die heutigen Flurgrenzen alte Flussschleifen nach. Unter Berücksichtigung dieser historischen Gegebenheiten entstand die kleine Militäranlage im Randbereich einer ausladenden und für antike Menschen unwirtlichen Auenlandschaft.
Der Burgus befindet sich am Fluss Mosztonga, der nach Süden hin in die Donau mündet. Die Mosztonga entspringt nördlich der Fortifikation in den Sümpfen bei Sombor, die wiederum zum hydrologischen System der Donau gehörenden. Die ehemals stark mäandrierende Mosztonga war bis in die frühe Neuzeit ebenfalls in die von Sümpfen durchzogenen Auen der Donau eingebettet und orientierte sich parallel zu ihr. Aufgrund der massiven Überformungen die während der Jahrhunderte dauernden Trockenlegung dieser Flusslandschaft entstanden, lässt sich die antike Topographie der Mosztonga nur noch schwerlich nachvollziehen.

## Forschungsgeschichte

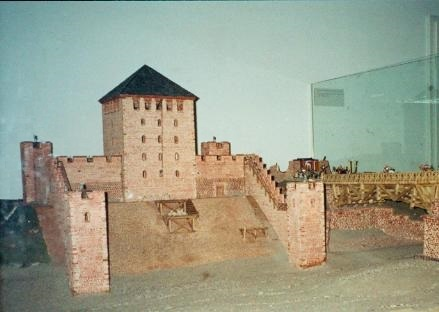
Der Burgus von Ladenburg. Ein Wehrgraben und die im Modell dargestellte Neckarbrücke ist an diesem Burgus archäologisch nicht nachgewiesen.

Die Anlage wurde erstmals im 19. Jahrhundert von dem Mittelalterarchäologen Imre Henszlman (1813–1888) beschrieben, wobei sie für ihn nicht den höchsten Stellenwert der Aufmerksamkeit hatte. Unmittelbar neben dem von ihm ebenfalls untersuchten Kirchlein St. Anton, das neben dem Weg zwischen dem nördlich gelegenen Bács und dem südlichen Dorf Bukin lag, entdeckte er 1872 am Ufer des Flüsschens Mosztonga eine kleine Befestigung, die er als Thurm von St. Anton bezeichnete. Im Volksmund war dieses Geviert als Castell Demer Paschas bekannt und wurde der türkischen Besatzungszeit zugeschrieben. Henszlmann sah in dem Thurm ein mittelalterliches Vorwerk des Bácser beköstigten Lagers. Erst der Archäologe András Mócsy (1929–1987) erkannte, dass es sich bei den baulichen Überresten um einen römischen Ländeburgus handelte, der zum Typ Verőce gehörte.
Burgi dieser Art sind auch in Deutschland von den Ufern an Rhein und Neckar bekannt. So wurde beispielsweise einer in Engers bei Neuwied, ein weiterer in Neckarau bei Mannheim aufgedeckt und auch in Ladenburg erhielten sich Reste eines Exemplars.
Der Ländeburgus bei Bács muss nach der Beschreibung Henszlmanns, die bis heute das einzige schriftliche Dokument aus erster Hand zu dieser Anlage ist, noch in einem sehr guten Zustand gewesen sein. Heute ist an dem Platz nichts mehr zu sehen.

## Entwicklung
An das römische Pannonien, das bis zur Donau reichte, grenzten von Aquincum (Budapest) bis nach Viminatium in Mösien seit dem 1. Jahrhundert n. Chr. die Siedlungsgebiete der sarmatischen Jazygen, die Rom nach ersten Erfahrungen als sehr gefährliche Gegner einschätzte und die mehrfach in der Geschichte mit ihren bogenschießenden Kataphrakten tief in die römischen Anrainerprovinzen einfielen.
Unter anderem um das von den Jazygen bewohnte Gebiet besser kontrollieren zu können, errichteten die Römer wahrscheinlich bereits unter Kaiser Konstantin den Großen (306–337) den Limes Sarmatiae, der die Siedlungsräume dieses Volkes umschloss. Während der Herrschaftszeit des Kaisers Valentinian I. (364–375) versuchte die Armee im großen Stil Operationsbasen über die Donau hinweg im grenznahen Gebiet des Barbaricums auszubauen oder neu zu errichten. Zu dem Bauprogramm gehörten auch die Ländeburgi, die ein geschütztes Anlanden der römischen Militär- und Versorgungsschiffe ermöglichten. In ihrem großen umschlossenen Innenhof konnten nicht nur militärische Kontingente Schutz finden, sondern auch Nachschub sicher gebunkert werden. Der vorgeschobenen Anlage am Mosztongakanal kommt – wie der Festung von Neckarau – eine Sonderstellung zu, da sie nicht der unmittelbaren Grenzsicherung diente, sondern besonders rücksichtslos in die Gebiete eines Volkes gesetzt wurde, mit dem damals Verträge bestanden.

## Baugeschichte

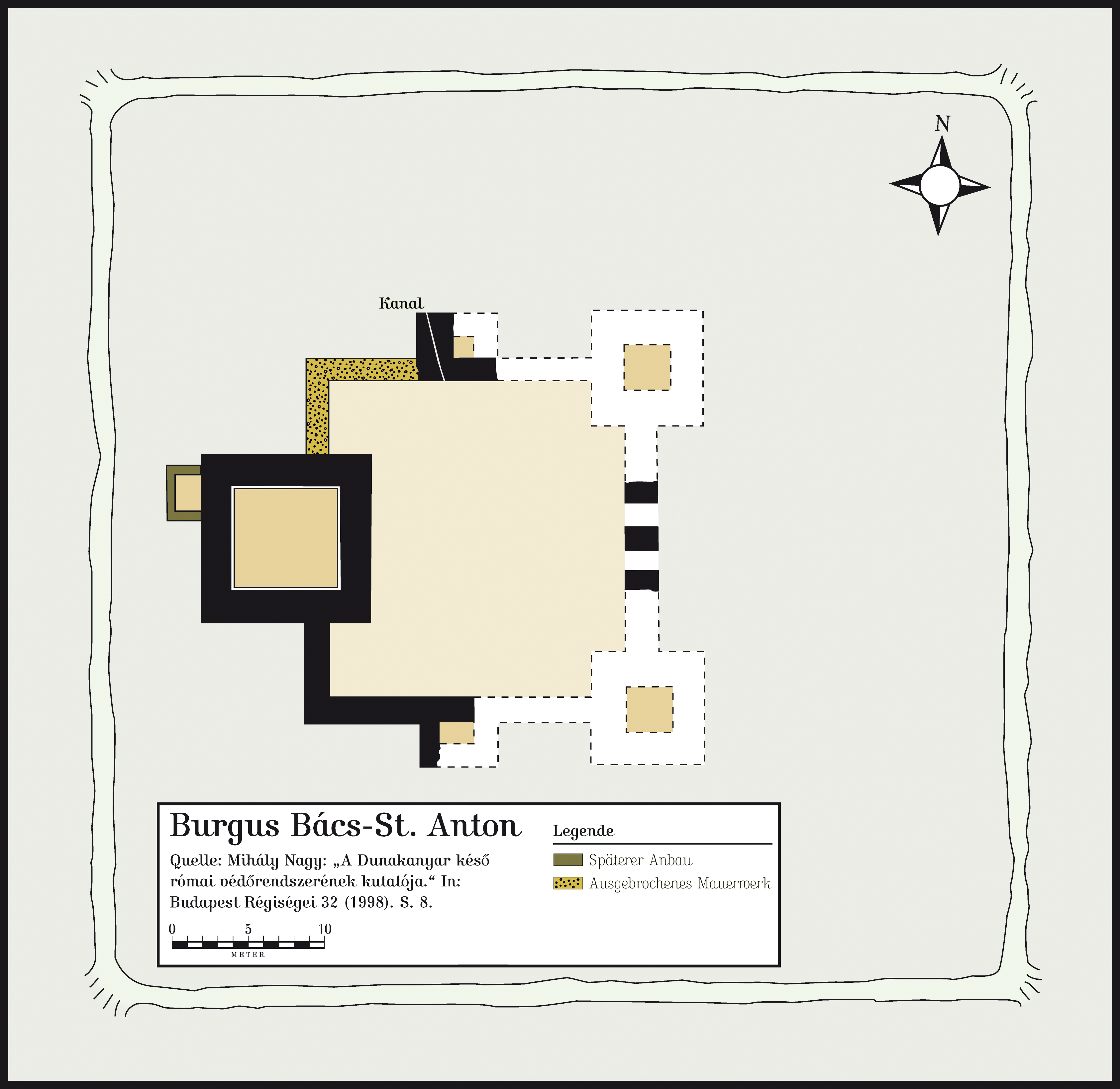
Der Burgus Bács nach den historischen Grabungsunterlagen.

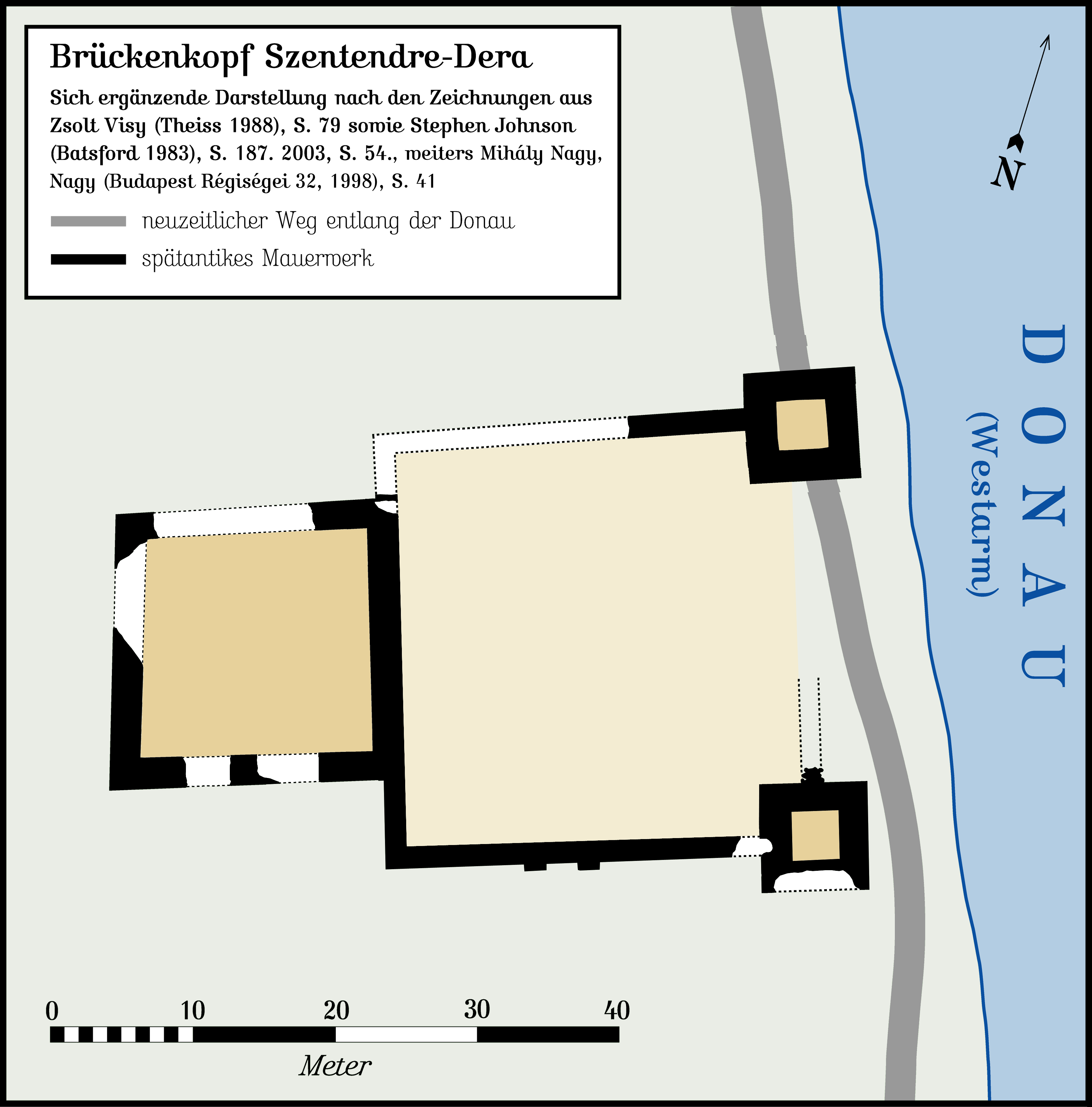
Der in seiner Bauausführung für Pannonien bisher einzigartige Burgus Szentendre-Dera mit einem fast quadratischen Kernwerk.

Datierbare ephigraphische Funde – insbesondere die von den meisten Ländeburgi bekannten Ziegelstempel – wurden in Bács nicht erfasst, so dass die zeitlich Zuordnung der Anlage hauptsächlich aufgrund ihrer bautypologischen Eigenheiten möglich war. Ein auffallendes Merkmal der Fortifikation bestand in der Tatsache, dass sie vollständig aus Ziegeln errichtet worden war, was in deutlichem Gegensatz zu den in Nordungarn gelegenen Ländeburgi steht. Es ist in diesem Zusammenhang von einer lokalen Eigenheit in Südpannonien auszugehen, da hier viele öffentliche Bauten in reiner Ziegelbauweise entstanden und sich das im Besonderen für die Spätantike nachweisen lässt.
Henszlmann fand den Burgus in einer rechteckigen, an jeden Seite rund 200 Fuß (rund 63 Meter) lange Vertiefung vor, die wohl den Graben der Anlage bildete. Dies ist anzunehmen, da der Forscher davon sprach, dass der in der Vertiefung gelegene Turm auf einem „ziemlich hohen Ruinenhügel“ stand und auch der von ihm als Terrasse angesprochene Innenhof der Lände soll hoch über die umgebende Vertiefung emporgeragt sein. In das Innere der Kuhle passen die entsprechenden Ländeburgi, wie sie in Nordungarn an mehreren Stellen untersucht werden konnten, gut hinein, so der 50,5 × 43 Meter umfassende Burgus Dunakeszi. Henszlmann erläuterte weiter: „... mehr nach Westen [in der Vertiefung] stehen die unteren Theile eines quadratischen Thurmes, dessen 6' dicke Mauer einen Innenraum von 24' 6‘’ Lichtenseite umgeben ...“. Der Ausgräber stellte fest, dass das Pflaster im Erdgeschoss dieses Turms noch stellenweise erhalten war, und erkannte an drei Seiten einen niedrigen Mauervorsprung, den er als mögliche Sitzbank ansprach. „An der von der westlichen und nördlichen Thurmmauer gebildeten Ecke erhob sich an der Westmauer das Stiegenhaus ... und östlich vom Thurme breitete sich eine Terrasse oder ein Vorhof aus, eingefasst südlich und nördlich von zwei Mauern. Dass diese Terrasse ziemlich hoch über die umgebende Vertiefung emporragte, beweist ein Wasserablauf, welcher ihre nördliche Flügelmauer durchbohrt; er hat eine Breite von 13‘’ und eine Höhe von 9 ½‘’; einen entsprechenden habe ich in der südlichen Flügelmauer nicht gefunden, östlich von der Terrasse, in einem Abstände zu etwa 50' 7‘’ von der diesseitigen Thurmmauer zeigten sich drei Pfeiler 4' 5‘’ breit und über 6' lang, ein der Symmetrie wegen angenommener vierter war nicht vorhanden. Diese Pfeiler dienten wahrscheinlich zur Stütze einer Brücke, die aus dem Thurme über die Vertiefung hinüberführte. War nun dies der Fall, mussten noch zwei Reihen solcher Pfeiler in östlicher Richtung folgen, von denen sich jedoch nichts mehr vorfand, obschon ich einen ziemlich tiefen Graben in dieser Richtung ziehen liess.“
Das viereckige, rund 63 × 63 Meter umfassende Grabenwerk des Bácser Burgus ist in den Provinzen Pannoniens einzigartig. Es ließ sich auch außerhalb dieser Verwaltungsgebiete bisher nur an der Befestigung von Engers wissenschaftlich bezeugen. Die Mauern des quadratischen Kernwerks, des ursprünglich mehrere Geschosse hohen Wohn- und Wachturms, waren nach Henszlmann rund 1,90 Meter dick und besaßen eine lichte Weite von rund 19 Metern. Bemerkenswert war der Befund des Stiegenansatzes in den ersten Stock. Von den beiden Flanken der Kernwerke – in Bács von der Nord- und Südseite – ging je eine Mauer rechtwinklig ab und mündete bei meisten Ländenburgi in kleineren Ecktürmen. Von diesen beiden Ecken knickte in Bács je eine Flügelmauer erneut im rechten Winkel nach Osten hin ab und mündete zur Zeit der Erbauung stets im Flussbett. Von der Flussseite her konnte der von Flügelmauern umschlossene Innenhof – bei Henszlmann als Terrasse bezeichnet – betreten werden. Je nach Rekonstruktionsvorschlag konnte der Hof römische Flussschiffe aufnehmen und als Depot für Nachschub genutzt werden.
Mócsy nahm an, dass der Ländeburgus für die Truppenversorgung entlang des Mosztongakanals zuständig war. Seiner Meinung nach wurde diese feste Station für ständig im Barbaricum operierende Truppen errichtet. Er sieht in der Anlage einen Baustein für ein Nachschubnetz, das zur Zeit Valentinians I. außerhalb der römischen Reichsgrenzen aufgebaut wurde.

## Ende
Die rücksichtslose militärische Baupolitik auf dem Gebiet des Barbaricums rief starke Proteste bei den an der Donau lebenden Völkern hervor. Eine wesentliche Ursache für das Ende der römischen Expansionspläne in diesem Sektor des Reiches bildete die Missachtung der mit den germanischen Quaden abgeschlossenen Verträge und die damit verbundene ungerechtfertigte Aneignung ihrer südlichen Siedlungsgebiete im Norden Pannoniens. Das Fass endgültig zum Überlaufen brachte schließlich die heimtückische Ermordung des quadischen Königs Gabinius. Je nach Quelle (Zosimos und Ammianus Marcellinus) war für diese Tat ein Celestius oder Marcellianus, der seit 373/374 amtierende Dux, dafür verantwortlich. Daraufhin erhoben sich die Quaden, mit denen die Jazygen nun gemeinsame Sache machten, und fielen in die pannonischen Provinzen ein. Daher musste Valentinian I. im Juni 374 persönlich auf dem pannonischen Kriegsschauplatz erscheinen, um die Gegner niederzuwerfen. Der Kaiser verstarb während der Friedensverhandlungen am 17. November 375 im Legionslager von Brigetio. Schon bald nach seinem Tod und im Zuge der Auswirkungen der Niederlage der Römer bei der Schlacht von Adrianopel (378) mussten alle Versuche, über die Donau hinweg mit Hilfe fester militärischer Standorte Kontrolle ausüben zu können, aufgegeben werden. Doch auch die Kultur der Jazygen überlebte offensichtlich das 4. Jahrhundert nicht.

## Nachrömische Entwicklung
Aus den obersten Kulturschichten des Burgus barg Henszlmann vier altungarische Münzen aus der Zeit des Königs (seit 1387) und späteren römisch-deutschen Kaisers (1433–1437) Sigismund von Luxemburg. Spätmittelalterliche Münzen dieser Zeit gehören im pannonischen Raum zu den häufigsten Beifunden die von Ausgrabungsplätzen mit römerzeitlicher Fragestellung bekannt geworden sind. Mócsy mutmaßte, dass der Turm, das Kernwerk des Ländeburgus, vielleicht noch im Mittelalter bewohnt gewesen sein könnte. Sehr viele römische Steinbauten in Pannonien blieben als Ruinen sogar noch bis in das 18. und teilweise bis in das 19. Jahrhundert erhalten.

## Denkmalschutz
Der Schutz archäologischer Objekte und Zonen genießt oberste Priorität und wird durch das 1994 definierte Denkmalschutzgesetz (Amtsblatt SG RS, 71/94) mit seinen nachfolgenden Änderungen und Zusätzen sowie durch spezielle Erlasse geregelt. Zuständig ist das zum Ministerium für Kultur gehörende serbische Denkmalamt in Belgrad. Nachforschungen und gezieltes Sammeln von Funden sind erlaubnispflichtig. Die Beschädigung und Zerstörung von archäologischen Fundobjekten und Fundplätzen ist innerhalb von 24 Stunden den Behörden zu melden. Ohne Rücksprache mit dem serbischen Denkmalamt dürfen keine Antiken außer Landes gebracht werden. Vergehen werden als kriminelle Handlungen im Sinne der serbischen Gesetzgebung bestraft. Bei der Einreise in die Europäische Union ist mit Überprüfungen zu rechnen.